# USS Juneau (CL-52)
O USS Juneau foi um cruzador rápido operado pela Marinha dos Estados Unidos e a segunda embarcação da Classe Atlanta. Sua construção começou em maio de 1940 nos estaleiros da Federal Shipbuilding and Drydock Company na cidade de Kearny, em Nova Jérsei, e foi lançado ao mar em outubro de 1941, sendo comissionado na frota norte-americana em fevereiro do ano seguinte. Era armado com uma bateria principal composta por dezesseis canhões de 127 milímetros montados em oito torres de artilharia duplas, tinha um deslocamento carregado de mais de oito mil toneladas e conseguia alcançar uma velocidade máxima de mais de 32 nós (sessenta quilômetros por hora).
O Juneau entrou em serviço no meio da Segunda Guerra Mundial e foi rapidamente colocado para patrulhar territórios franceses no Caribe a fim de impedir a fuga de navios da França de Vichy de volta à Europa. Foi transferido em agosto de 1942 para o Teatro do Pacífico e enviado para Campanha de Guadalcanal. Participou no final de outubro da Batalha das Ilhas Santa Cruz, durante a qual contribuiu com sua bateria antiaérea para a defesa dos porta-aviões USS Enterprise e USS Hornet. Duas semanas depois na noite de 13 de novembro lutou na Primeira Batalha Naval de Guadalcanal, porém foi torpedeado duas vezes e acabou naufragando rapidamente. Houve apenas dez sobreviventes.